# Anomalon rufopetiolatum
Anomalon rufopetiolatum là một loài tò vò trong họ Ichneumonidae.